# Manuel Rivas (CNT)
Manuel Rivas Barros (Sevilla, ? - ?) fou un anarcosindicalista andalús.

## Biografia
Emigrà a Barcelona, on treballà de paleta i arribà a ser dirigent del Sindicat de la Construcció de la CNT de Barcelona i militant de la Federació Anarquista Ibèrica, raó per la qual durant la Dictadura de Primo de Rivera hagué d'exiliar-se a Porto. El 1930 formà part del Comitè de la CNT presidit per Progreso Alfarache, qui el nomenà representant en el Tercer Congrés Confederal de la CNT celebrat a Madrid l'11-16 de juny de 1931. El març de 1932 fou escollit Secretari General de la CNT fins que fou empresonat a començaments de 1933 per participar en l'organització de diverses insurreccions.
Malgrat això, representà al Comitè Nacional de la CNT en el Ple Regional de la CRTC a Barcelona (març de 1933) i en el Quart Congrés Confederal de la CNT a Saragossa (maig de 1936). També col·laborà a Solidaridad Obrera i a Tierra y Libertad
Durant la guerra civil espanyola treballà com a secretari de Joan García Oliver quan fou ministre de la Segona República el novembre de 1936. El 1939 es va exiliar a Mèxic i s'hi va afiliar al Partit Comunista d'Espanya, raó per la qual fou expulsat de la CNT.

## Obres
- Luz y tinieblas(1934)
- España: Encuesta de la libertad (1953)